# Sport (aparat fotograficzny)

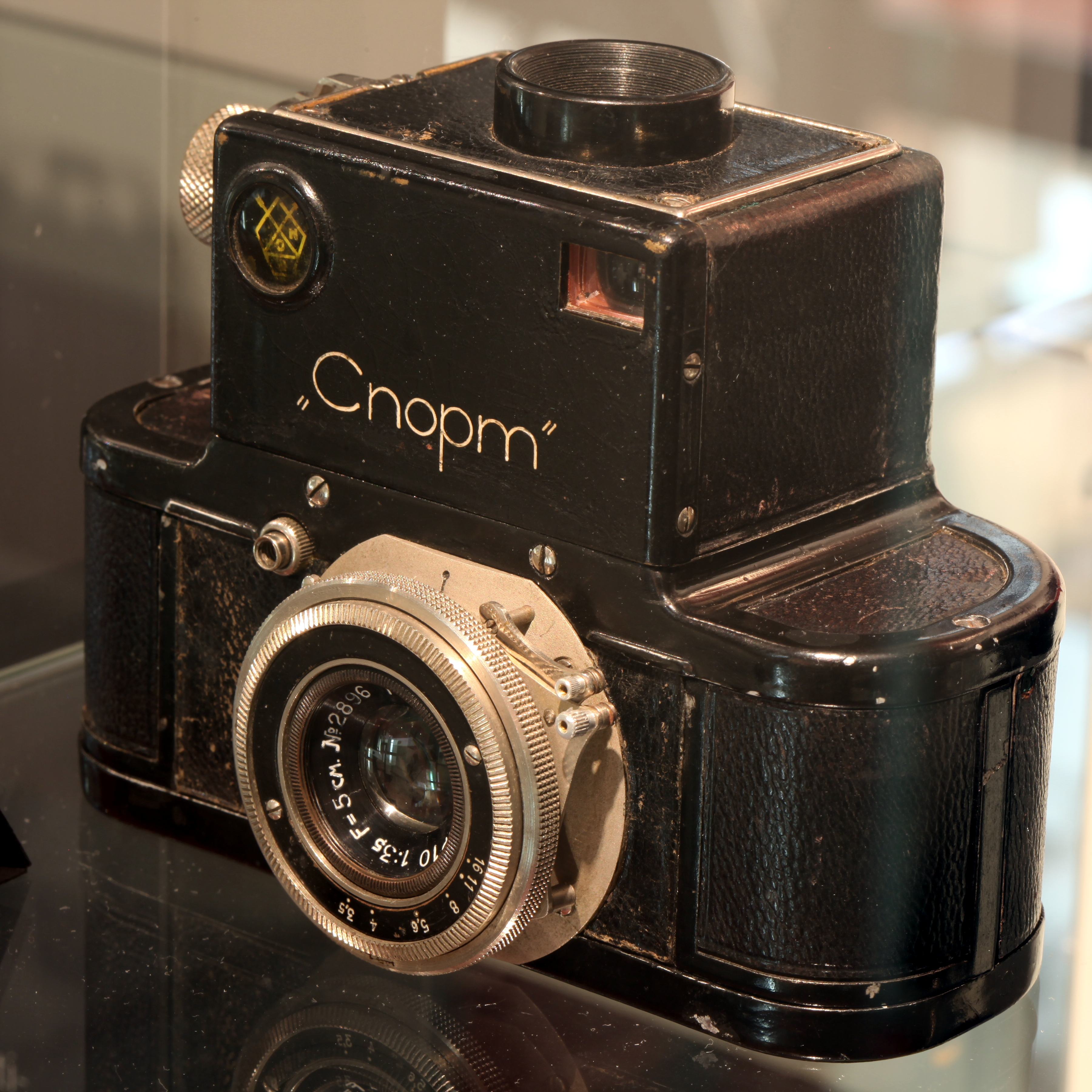
Aparat fotograficzny Sport

Sport (Спорт) – aparat fotograficzny produkowany w ZSRR, jedna z pierwszych małoobrazkowych lustrzanek jednoobiektywowych.

## Historia
Pierwsze informacje o konstrukcji lustrzanki jednoobiektywowej „Gelveta” (Гельвета) ukazały się w numerze 7 z 1934 roku czasopisma „Sovietskoje Foto” (Советское фото), o dwa lata wcześniej niż początek produkcji aparatu Kine-Exakta przez zakłady Ihagee. Dopiero w 1936 to samo czasopismo podało, że seryjną produkcję aparatu pod nazwą „Sport” podejmą zakłady GOMZ (Kine-Exacta weszła do seryjnej produkcji wcześniej). Aparat Sport produkowano do roku 1941, przez cały okres produkcji wyprodukowano około 19000 sztuk.

## Parametry
- Format zdjęcia: 24 × 36 mm na kinematograficznej błonie 35 mm. W metalowej kasecie mieściła się błona na 50 zdjęć.
- Obiektyw Industar-10 (kopia Tessara), f/3,5 50 mm.
- Migawka szczelinowa, metalowa, czasy od 1/25 do 1/500 sek.
- Nastawianie ostrości na matówce za pomocą wbudowanej lupy lub według skali na obiektywie.
- Celownik – możliwe użycie matówki oraz drugi celownik teleskopowy.
- Przesuw filmu sprzężony z naciągiem migawki.